# Nadace knížat Czartoryských
Nadace knížat Czartoryských byla založena knížetem Adamem Karolem Czartoryskim v roce 1991 za účelem správy Muzea knížat Czartoryských pod záštitou Národního muzea v Krakově v Polsku.
Do roku 2016 byla Nadace knížat Czartoryských řídícím subjektem sbírek. Nyní však existuje pouze na papíře. Dne 29. prosince 2016 její zakladatel a předseda, kníže Adam Karol Czartoryski, prodal za 100 milionů eur polské vládě všechny budovy nadace (zbrojnice, klášter, muzeum a knihovna) s veškerým jejich obsahem v hodnotě přibližně 3 miliard eur.